# FlawlessMLM
Шаблон:AFC submission
FlawlessMLM — европейская IT-компания, специализирующаяся на разработке цифровых решений для индустрии многоуровневого маркетинга (MLM). Основана в 2004 году. За это время компания реализовала более 400 проектов, которыми пользуются в 90 странах мира, включая США, Европу, страны Центральной Азии и Ближнего Востока.

## История
Компания была основана в 2004 году как технологический подрядчик для сетевых компаний. С первых лет своей деятельности FlawlessMLM сосредоточилась на создании платформ, адаптированных под бизнес-модели прямых продаж. За более чем 20 лет работы компания накопила экспертизу в проектировании и реализации гибких цифровых экосистем для управления партнёрскими сетями.

## Деятельность
FlawlessMLM разрабатывает индивидуальные программные решения, включая CRM-системы, back-office платформы, модули для расчёта бонусов и аналитики, а также инструменты адаптации под локальное законодательство. В отличие от SaaS-моделей, компания реализует исключительно кастомизированные платформы, создаваемые «под ключ» в соответствии с задачами клиента.

## Награды и признание
В 2025 году компания FlawlessMLM была удостоена премии Global Tech awards в категории «E-commerce Technology» за вклад в развитие технологических решений для онлайн-продаж. Также в 2025 году FlawlessMLM получила статус Market Leader по версии платформы SoftwareSuggest — одного из крупнейших англоязычных сервисов обзора программных решений.

## Освещение в СМИ
FlawlessMLM освещалась в ряде независимых деловых и отраслевых изданий, включая:
BlueScreen.kz — Почему универсальные платформы — это будущее
DKNews — IT-решения, которые открывают новые горизонты
ER10 — Как подготовить бизнес к масштабированию: ошибки и решения
European Business Magazine — FlawlessMLM: the IT backbone of network marketing company success
TechNews180 — Artificial Intelligence: A new business reality or an expensive experiment?
EU Business news — Is gamification in business platforms a motivational tool — or a shiny distraction? 